# Потік (фільм, 1926)
Потік  (англ. Torrent) — американська мелодрама режисера Монта Белла 1926 року.

## Сюжет
Рафаель, син багатих землевласників, закохується в селянку Леонору. Однак його батьки повстають проти цього зв'язку і змушують дівчину виїхати з села. Після довгих блукань Леонора опиняється в Парижі і стає там знаменитою співачкою. Найбагатші люди домагаються її, але вона любить тільки Рафаеля. І ось настає день, коли Леонора вирішує відвідати улюбленого. Але в результаті потужної повені річка перетворюється на бурхливий потік і не дає співачці дістатися до будинку. Сили природи поділяють закоханих, тепер вже назавжди.

## У ролях
- Рікардо Кортес — дон Рафаель Брюлл
- Грета Гарбо — Леонора
- Гертруда Олмстед — Ремедія
- Едвард Коннеллі — Педро Морено
- Люсьєн Літтлфілд — Амур
- Марта Меттокс — Дона Бернарда Брюлл
- Люсі Бомонт — Дона Пепа
- Таллі Маршалл — Дон Андрес
- Мак Свейн — Дон Матьяс
- Артур Едмунд Керью — Сальватті
- Лілліан Лейтон — Ізабелла